# Aridarum
Aridarum, rod  kozlačevki iz tribusa Schismatoglottideae, dio potporodice Aroideae. Pripada mu 5 vrsta reofitnog bilja i sve su endemične za Bornea
Rastu po tekućim vodama s brzim jakim strujama koje njihovi listovi mogu podnijeti bez oštećenja.

## Vrste
1. Aridarum chamaesyce S.Y.Wong & P.C.Boyce
2. Aridarum embalohense H.Okada & Tsukaya
3. Aridarum incavatum H.Okada & Y.Mori
4. Aridarum montanum Ridl.
5. Aridarum pendek S.Y.Wong, S.L.Low & P.C.Boyce